# Paso de la Garrocha
Paso de la Garrocha är en ort i Mexiko.   Den ligger i kommunen Santiago Pinotepa Nacional och delstaten Oaxaca, i den sydöstra delen av landet, 400 km söder om huvudstaden Mexico City. Paso de la Garrocha ligger 8 meter över havet och antalet invånare är 198.
Terrängen runt Paso de la Garrocha är mycket platt. Havet är nära Paso de la Garrocha åt sydväst. Runt Paso de la Garrocha är det ganska glesbefolkat, med 42 invånare per kvadratkilometer. Närmaste större samhälle är José María Morelos, 13,4 km öster om Paso de la Garrocha. Trakten runt Paso de la Garrocha består till största delen av jordbruksmark.